# Integrare prin părți
Integrarea prin părți este o metodă utilizată în analiza matematică pentru determinarea primitivei produsului a două funcții, când se cunoaște primitiva uneia.

## Teoremă
Dacă funcțiile {\displaystyle f,g:[a,b]\rightarrow \mathbb {R} \!}  sunt derivabile și au derivate continue pe {\displaystyle [a,b]\!}  atunci are loc egalitatea:
{\displaystyle \int f(x)g'(x)dx=f(x)g(x)-\int f'(x)g(x)dx.\!}
unde simbolul {\displaystyle \int f(x)g'(x)dx\!}  reprezintă mulțimea primitivelor funcției {\displaystyle fg',\!} iar {\displaystyle \int f'(x)g(x)dx\!} reprezintă mulțimea primitivelor funcției {\displaystyle f'g.\!}

Demonstrație.
Funcția {\displaystyle h=fg\!}  are derivată continuă pe {\displaystyle [a,b]\!} și 
{\displaystyle h'(x)=f'(x)g(x)+f(x)g'(x)\!}
Fie acum {\displaystyle \varphi \in \int f(x)g'(x)dx\!}  și diferența {\displaystyle \psi =\varphi -fg.\!}
Prin derivare se obține egalitatea:
{\displaystyle \psi '=\varphi '-f'g-fg'=-f'g\!}
care arată că {\displaystyle \psi \in -\int f'g.\!}
Astfel am obținut că funcția {\displaystyle \varphi =fg+\psi \!} și {\displaystyle \psi \in -\int f'g.\!}
Altfel spus, {\displaystyle \varphi \in fg-\int f'g.\!}
Analog se arată că oricare ar fi {\displaystyle \psi \in -\int f'(x)g(x)dx,\!} funcția {\displaystyle \varphi =fg+\psi \in \int f(x)g'(x)dx.\!}

Consecință.
Dacă funcțiile {\displaystyle f,g:[a,b]\rightarrow \mathbb {R} \!}  au derivate continue pe {\displaystyle [a,b],\!}  atunci are loc egalitatea:
{\displaystyle \int _{a}^{b}f(x)g'(x)dx=f(b)g(b)-f(a)g(a)-\int _{a}^{b}f'(x)g(x)dx\!}

## Exemple

### Exemplul 1
Să se calculeze {\displaystyle \int x\cos xdx.}
Mai întâi alegem funcțiile f și g:
- {\displaystyle f(x)=x}
- {\displaystyle g(x)=\cos x.}

Calculăm derivata lui f: {\displaystyle f'(x)=x'=1.}
Integrăm pe g: {\displaystyle \int g(x)dx=\int \cos xdx=\sin x.}
Deci {\displaystyle \int x\cos xdx=x\sin x-\int 1\sin xdx=x\sin x+\cos x+{\mathcal {C}}.}

### Exemplul 2
Multe formule de recurență se stablesc prin integrare prin părți repetată.
De exemplu, fie:
{\displaystyle I_{n}=\int \cos ^{n}xdx.\!}
Integrând prin părți rezultă:
{\displaystyle I_{n}=\cos ^{n-1}x\cdot \sin x+(n-1)I_{n-2}-(n-1)I_{n}\!}
De aici avem:
{\displaystyle nI_{n}=\cos ^{n-1}x\cdot \sin x+(n-1)I_{n-2}\!}
Această formulă împreună cu egalitățile {\displaystyle I_{0}=x\!} și {\displaystyle I_{1}=\sin x\!} conduc la evaluarea primitivei {\displaystyle I_{n},\!} pentru {\displaystyle n\in \mathbb {N} .\!}